# Monestir de Japca
El monestir de Japca (en romanès: Mănăstirea Japca) és un monestir al districte de Florești, República de Moldàvia.
El monestir de Japca està situat a la vora del riu Dnièster a una distància de 10 quilòmetres de Camenca. És l'únic monestir de Bessaràbia que mai va ser tancat per les autoritats soviètiques.